# Бугач (пруд)
Буга́ч (разг. озеро Мясокомбинатское, озеро Мясокомбината, Мясокомбинат) — пруд в черте города Красноярска на реке Бугаче. Крупнейший водоём на левобережье города. Одно из четырёх разрешённых МЧС мест для купания.
Водный объект второй категории рыбохозяйственного назначения, водятся щука, плотва, окунь, налим и другими.

## География
Находится на территории города Красноярска. Координаты: широта — 56,0623, долгота: 92,7300.

## История
Разговорное название «Мясокомбинат» произошло от расположенных рядом бывших цехов предприятия. Плотина сооружена в конце XX века.
В 2018 году администрации города Красноярск рассмотрела предложения горожан по реализации федерального проекта «Комфортная городская среда», больше всего предложений поступило по наполнению сада на берегу Бугача. Уже в июне планируется начать благоустройство сквера возле пруда.

## Флора и фауна
Высшие растения покрывают около 13,5 % площади водоёма, в составе которых отмечены рогоз широколистный (Typha latifolia), рогоз узколистный (Typha angustifolia), горец земноводный (Polygonum amphibium), рдест пронзённолистный (Potamogeton perfoliatus), рдест гребенчатый (Potamogeton pectinatus), тростник обыкновенный (Phragmites australis).
Из рыб преобладают серебряный карась (Carassius gibelio) и верховка (Leucaspius delineatus) (фоновые виды); реже встречаются ротан (Perccottus glenii), золотой карась (Carassius carassius), речной окунь (Perca fluviatilis) и обыкновенный пескарь (Gobio gobio); также присутствуют сибирский усатый голец (Barbatula toni) и сибирский елец (Leuciscus leuciscus baicalensis).

## Экологическое состояние
По берегам возникают многочисленные несанкционированные свалки, происходит засорение мусором подмостовых зон и водопропускных сооружений, в результате чего на пруду часто случаются паводки. Наиболее сильные из них произошли в 2010 и 2013 годах. По берегам ведётся несанкционированное строительство частных строений. В 2010 году территория была отдана под строительство жилого района «Бугач» на 20 тысяч жителей. В рамках строительства запланировано и благоустройство набережной.